# Reprezentacja Dominikany w rugby 7 mężczyzn
Reprezentacja Dominikany w rugby 7 mężczyzn – zespół rugby 7, biorący udział w imieniu Dominikany w meczach i sportowych imprezach międzynarodowych, powoływany przez selekcjonera, w którym mogą występować wyłącznie zawodnicy posiadający obywatelstwo tego kraju, mieszkający w nim, bądź kwalifikujący się ze względu na pochodzenie rodziców lub dziadków. Za jego funkcjonowanie odpowiedzialny jest Federación Dominicana de Rugby, członek Rugby Americas North i World Rugby.

## Turnieje

### Udział wRAN Sevens
| Rok       | Wynik  | Źródło |
| --------- | ------ | ------ |
| 2004      | –      |        |
| 2005      | 11–12. |        |
| 2006      | 14.    |        |
| 2007      | –      |        |
| 2008      | –      |        |
| 2009      | 11.    |        |
| 2010      | –      |        |
| 2011      | –      |        |
| 2012      | –      |        |
| 2013      | –      |        |
| 2014      | –      |        |
| 2015      | –      |        |
| 2016      | 10.    |        |
| 2017      | 8.     |        |
| 2018      | 8.     |        |
| 2019      | –      |        |
| 2021      | –      |        |
| 2022 (IV) | –      |        |
| 2022 (XI) | 9.     |        |